# Atalanta Bergamasca Calcio 2018-2019
Questa voce raccoglie le informazioni riguardanti l'Atalanta Bergamasca Calcio nelle competizioni ufficiali della stagione 2018-2019.

## Stagione

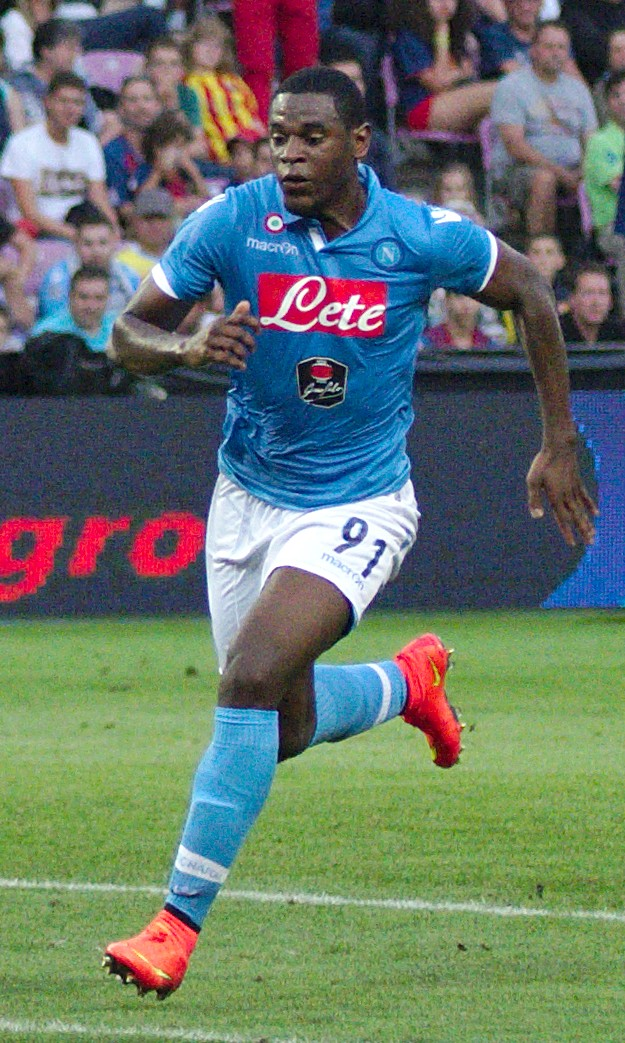
Con un investimento complessivo di 26 milioni in due anni, il colombiano Duván Zapata è l'acquisto più costoso nella storia dell'Atalanta.

La stagione dei Bergamaschi inizia con i preliminari di Europa League, dove la dea ha la meglio dapprima sul Sarajevo (contro cui, dopo un pari all'andata, viene centrata al ritorno la più larga affermazione esterna del club in Europa) e successivamente sull'Hapoel Haifa con un totale di 6-1. Il campionato 2018-19 inizia con una travolgente vittoria (4-0 al Frosinone), fatto che non si verificava al debutto da ben dieci anni. L'ultimo ostacolo per raggiungere il tabellone principale della coppa europea è rappresentato dai danesi del Copenaghen, che nella prima sfida impongono un pareggio senza gol. Nell'incontro decisivo, al quale la Dea si presenta reduce dal 3-3 con la Roma, l'obiettivo sfuma: altri 90 minuti a reti bianche trascinano il confronto ai rigori, dove gli sbagli del capitano Gómez e dell'ex Cornelius costano l'eliminazione dei nerazzurri.
Da qui si apre per gli Orobici un periodo negativo che culmina con la sconfitta interna contro la Sampdoria. La sosta di ottobre rappresenta un punto di svolta per la stagione della Dea che, al rientro, ottiene un filotto di 4 vittorie consecutive: l'ultima di queste è contro l'Inter, battuta per 4-1. Al rientro dalla sosta di novembre, le sconfitte contro Empoli e Napoli non minano le certezze acquisite dalla squadra, che si rilancia grazie alle vittorie contro Udinese e Lazio, trascinata dalle reti di Zapata. Chiudono il 2018 la sconfitta contro il Genoa, il pareggio contro la Juventus, ma soprattutto il roboante 6-2 in casa del Sassuolo dove si rivela decisiva una tripletta di Ilicic. Ottava in classifica al giro di boa, la formazione può comunque vantare il miglior attacco del torneo. L’inizio del girone di ritorno conferma la prolificità dell’attacco dei Bergamaschi come testimoniano la schiacciante vittoria ai danni del Frosinone e la rimonta ai danni della Roma. Nel frattempo la Dea inizia il suo percorso in Coppa Italia, dove elimina dapprima il Cagliari e poi la Juventus per 3-0 (con gol di Castagne e doppietta di Zapata).
Il mese di febbraio vede risultati altalenanti: alle vittorie contro Cagliari e SPAL, fanno da contraltare le sconfitte contro Milan e Torino . Da qui in poi i Bergamaschi non perderanno più fino alla fine del Campionato, pareggiando solo con ChievoVerona, Empoli, Inter e Juventus. Il risultato finale sarà un inedito terzo posto che porta i Bergamaschi in Champions League per la prima volta nella loro storia. La partita del 29 aprile contro l’Udinese sarà l’ultima disputata all’”Atleti Azzurri D’Italia”. Da quel momento lo stadio entrerà in una fase di ristrutturazione che lo trasformerà nel moderno Gewiss Stadium. Le ultime partite la “Dea” le disputerà al Mapei Stadium. 
In Coppa Italia la Dea raggiunge, per la prima volta dopo 23 anni, la finale eliminando la Fiorentina, dopo il 3-3 dell’andata. L'atto conclusivo vede però gli orobici arrendersi alla Lazio, con il punteggio di 2-0.

## Divise e sponsor
Il fornitore tecnico per la stagione 2018-2019 è Joma; sponsor principali sono Radici Group, U-Power e Elettrocanali.
| Casa | Trasferta | Terza divisa | Christmas match |

## Organigramma societario
Area direttiva
- Presidente: Antonio Percassi
- Amministratore delegato: Luca Percassi
- Consiglieri: Stefano Percassi, Matteo Percassi, Isidoro Fratus, Marino Lazzarini, Maurizio Radici, Roberto Selini, Mario Volpi
- Collegio sindacale: Giambattista Negretti (Presidente), Pierluigi Paris (Sindaco Effettivo), Alessandro Michetti (Sindaco Effettivo)
- Organismo di vigilanza: Marco De Cristofaro (Presidente), Diego Fratus, Pietro Minaudo

Area organizzativa
- Direttore generale: Umberto Marino
- Direttore operativo: Roberto Spagnolo
- Direttore Amministrazione, Controllo e Finanza: Valentino Pasqualato
- Segretario generale: Marco Semprini
- Team manager: Mirco Moioli
- Responsabile del Servizio di Prevenzione e Protezione: Massimiliano Merelli
- Delegato Sicurezza Stadio: Marco Colosio
- Coordinatore Area Biglietteria-Slo: Marco Malvestiti

Area comunicazione e marketing
- Responsabile comunicazione: Elisa Persico
- Addetto Stampa: Andrea Lazzaroni
- Direttore marketing: Romano Zanforlin
- Marketing Supervisor: Antonio Bisanti
- Licensing manager: Sara Basile
- Supporter Liaison Officer: Riccardo Monti

- Responsabile Area Tecnica: Giovanni Sartori
- Direttore sportivo: Gabriele Zamagna
- Allenatore: Gian Piero Gasperini
- Allenatore in seconda: Tullio Gritti
- Collaboratore tecnici: Mauro Fumagalli
- Preparatori atletici: Domenico Borelli, Luca Trucchi, Gabriele Boccolini, Andrea Riboli
- Preparatore dei portieri: Massimo Biffi

Area sanitaria
- Responsabile sanitario: Paolo Amaddeo
- Medico sociale: Marco Bruzzone
- Fisioterapisti: Simone Campanini, Marcello Ginami, Alessio Gurioni, Michele Locatelli

Staff
- Magazzinieri: Isidoro Arrigoni, Nadia Donnini, Luca Tasca

## Rosa
| N. |                        | Ruolo | Calciatore                   |
| -- | ---------------------- | ----- | ---------------------------- |
| 1  | Albania (bandiera)     | P     | Etrit Berisha                |
| 2  | Brasile (bandiera)     | D     | Rafael Tolói (vice capitano) |
| 4  | Italia (bandiera)      | C     | Luca Valzania                |
| 5  | Italia (bandiera)      | D     | Andrea Masiello              |
| 6  | Argentina (bandiera)   | D     | José Luis Palomino           |
| 7  | Polonia (bandiera)     | C     | Arkadiusz Reca               |
| 8  | Germania (bandiera)    | C     | Robin Gosens                 |
| 9  | Danimarca (bandiera)   | A     | Andreas Cornelius            |
| 10 | Argentina (bandiera)   | A     | Alejandro Gómez (capitano)   |
| 11 | Svizzera (bandiera)    | C     | Remo Freuler                 |
| 13 | Italia (bandiera)      | D     | Davide Bettella              |
| 15 | Paesi Bassi (bandiera) | C     | Marten de Roon               |
| 17 | Italia (bandiera)      | C     | Marco D'Alessandro           |
| 17 | Italia (bandiera)      | A     | Roberto Piccoli              |
| 19 | Albania (bandiera)     | D     | Berat Djimsiti               |
| 20 | Italia (bandiera)      | A     | Marco Tumminello             |
| 21 | Belgio (bandiera)      | D     | Timothy Castagne             |
| 22 | Italia (bandiera)      | C     | Matteo Pessina               |
| 23 | Italia (bandiera)      | D     | Gianluca Mancini             |

| N. |                        | Ruolo | Calciatore        |
| -- | ---------------------- | ----- | ----------------- |
| 24 | Argentina (bandiera)   | A     | Emiliano Rigoni   |
| 25 | Italia (bandiera)      | P     | Marco Carnesecchi |
| 30 | Italia (bandiera)      | D     | Marco Varnier     |
| 31 | Italia (bandiera)      | P     | Francesco Rossi   |
| 32 | Italia (bandiera)      | A     | Lorenzo Peli      |
| 33 | Paesi Bassi (bandiera) | D     | Hans Hateboer     |
| 41 | Brasile (bandiera)     | D     | Roger Ibañez      |
| 44 | Svezia (bandiera)      | C     | Dejan Kulusevski  |
| 53 | Iraq (bandiera)        | D     | Ali Adnan Kadhim  |
| 55 | Nigeria (bandiera)     | D     | Caleb Okoli       |
| 70 | Italia (bandiera)      | C     | Andrea Colpani    |
| 72 | Slovenia (bandiera)    | A     | Josip Iličič      |
| 78 | Italia (bandiera)      | D     | Enrico Delprato   |
| 88 | Croazia (bandiera)     | C     | Mario Pašalić     |
| 91 | Colombia (bandiera)    | A     | Duván Zapata      |
| 95 | Italia (bandiera)      | P     | Pierluigi Gollini |
| 97 | Italia (bandiera)      | A     | Nicolò Cambiaghi  |
| 99 | Gambia (bandiera)      | A     | Musa Barrow       |

## Calciomercato

### Sessione estiva(dal 01/07 al 17/08)
| Acquisti         | Acquisti              | Acquisti              | Acquisti                            |
| R.               | Nome                  | da                    | Modalità                            |
| ---------------- | --------------------- | --------------------- | ----------------------------------- |
| P                | Pierluigi Gollini     | Aston Villa           | riscatto cartellino (4,3 milioni €) |
| P                | Marco Sportiello      | Fiorentina            | fine prestito                       |
| D                | Ali Adnan Kadhim      | Udinese               | prestito                            |
| D                | Davide Bettella       | Inter                 | definitivo (7 milioni €)            |
| D                | Michele Canini        | Cremonese             | fine prestito                       |
| D                | Berat Djimsiti        | Benevento             | fine prestito                       |
| D                | Federico Mattiello    | SPAL                  | fine prestito                       |
| D                | Constantin Nica       | Dinamo Bucarest       | fine prestito                       |
| D                | Arkadiusz Reca        | Wisła Płock           | definitivo (4 milioni €)            |
| D                | Emanuele Suagher      | Cesena                | fine prestito                       |
| D                | Marco Varnier         | Cittadella            | prestito                            |
| C                | Bryan Cabezas         | Avellino              | fine prestito                       |
| C                | Marco Carraro         | Inter                 | definitivo (5 milioni €)            |
| C                | Bryan Cristante       | Benfica               | riscatto cartellino (5 milioni €)   |
| C                | Marco D'Alessandro    | Benevento             | fine prestito                       |
| C                | Simone Emmanuello     | Cesena                | fine prestito                       |
| C                | Nicolò Fazzi          | Cesena                | fine prestito                       |
| C                | Salvatore Molina      | Avellino              | fine prestito                       |
| C                | Mario Pašalić         | Chelsea               | prestito (1 milione €)              |
| C                | Matteo Pessina        | Spezia                | fine prestito                       |
| C                | Emiliano Rigoni       | Zenit San Pietroburgo | prestito (1 milione €)              |
| C                | Luca Valzania         | Pescara               | fine prestito                       |
| A                | Giuseppe De Luca      | Virtus Entella        | fine prestito                       |
| A                | Emmanuel Latte Lath   | Pescara               | fine prestito                       |
| A                | Guido Marilungo       | Spezia                | fine prestito                       |
| A                | Gaetano Monachello    | Ascoli                | fine prestito                       |
| A                | Marco Tumminello      | Roma                  | definitivo (5 milioni €)            |
| A                | Luca Vido             | Cittadella            | fine prestito                       |
| A                | Duván Zapata          | Sampdoria             | prestito (12 milioni €)             |
| Altre operazioni |                       |                       |                                     |
| R.               | Nome                  | da                    | Modalità                            |
| P                | Davide Merelli        | Padova                | fine prestito                       |
| P                | Mirco Miori           | Triestina             | fine prestito                       |
| P                | Boris Radunović       | Salernitana           | fine prestito                       |
| P                | Alessandro Santopadre | Perugia               | fine prestito                       |
| P                | Alessandro Turrin     | Reggina               | fine prestito                       |
| P                | Matevz Vidovsek       | Pescara               | fine prestito                       |
| P                | Luca Zanotti          | Juve Stabia           | fine prestito                       |
| D                | Alberto Almici        | Cremonese             | fine prestito                       |
| D                | Patrick Asmah         | Salernitana           | fine prestito                       |
| D                | Andrea Boffelli       | Mestre                | fine prestito                       |
| D                | Stefano Cason         | Catanzaro             | fine prestito                       |
| D                | Alberto Dossena       | Siena                 | fine prestito                       |
| D                | Fabio Eguelfi         | Cesena                | fine prestito                       |
| D                | Alessandro Eleuteri   | Monopoli              | fine prestito                       |
| D                | Riccardo Gatti        | Reggina               | fine prestito                       |
| D                | Ákos Kecskés          | Korona Kielce         | fine prestito                       |
| D                | Anton Krešić          | Avellino              | fine prestito                       |
| D                | Michele Messina       | Pro Piacenza          | fine prestito                       |
| D                | Christian Mora        | Piacenza              | fine prestito                       |
| D                | Matteo Salvi          | Pisa                  | fine prestito                       |
| D                | Valerio Nava          | Juve Stabia           | fine prestito                       |
| D                | Alex Redolfi          | Juve Stabia           | fine prestito                       |
| D                | Tommaso Tentoni       | Carrarese             | fine prestito                       |
| C                | Davide Agazzi         | Foggia                | fine prestito                       |
| C                | Janis Cavagna         | Pro Piacenza          | fine prestito                       |
| C                | Nicolas La Vigna      | Pro Piacenza          | fine prestito                       |
| C                | Antonio Palma         | Renate                | fine prestito                       |
| C                | Mario Pugliese        | Pro Vercelli          | fine prestito                       |
| C                | Roberto Ranieri       | Alessandria           | fine prestito                       |
| A                | Modou Badjie          | Catanzaro             | fine prestito                       |
| A                | Gabriel Lunetta       | Renate                | fine prestito                       |
| A                | Leonardo Martinelli   | Ponte San Pietro      | definitivo                          |
| A                | Doudou Mangni         | Monopoli              | fine prestito                       |
| A                | Simone Mazzocchi      | Siracusa              | fine prestito                       |
| A                | Giacomo Parigi        | Virtus Francavilla    | fine prestito                       |

| Cessioni         | Cessioni              | Cessioni           | Cessioni                            |
| R.               | Nome                  | a                  | Modalità                            |
| ---------------- | --------------------- | ------------------ | ----------------------------------- |
| P                | Marco Sportiello      | Frosinone          | prestito                            |
| P                | Boris Radunović       | Cremonese          | prestito                            |
| D                | Alessandro Bastoni    | Inter              | fine prestito                       |
| D                | Mattia Caldara        | Juventus           | fine prestito                       |
| D                | Michele Canini        |                    | svincolato                          |
| D                | Federico Mattiello    | Bologna            | prestito                            |
| D                | Constantin Nica       |                    | svincolato                          |
| D                | Emanuele Suagher      | Carpi              | prestito                            |
| C                | Bryan Cabezas         | Fluminense         | prestito                            |
| C                | Marco Carraro         | Foggia             | prestito                            |
| C                | Bryan Cristante       | Roma               | prestito                            |
| C                | Marco D'Alessandro    | Udinese            | prestito                            |
| C                | Simone Emmanuello     | Juventus           | definitivo                          |
| C                | Nicolò Fazzi          | Livorno            | prestito                            |
| C                | Nicolas Haas          | Palermo            | prestito                            |
| C                | Jasmin Kurtić         | SPAL               | riscatto cartellino (4,8 milioni €) |
| C                | Filippo Melegoni      | Pescara            | prestito                            |
| C                | Salvatore Molina      | Crotone            | definitivo                          |
| C                | Luca Rizzo            | Bologna            | fine prestito                       |
| C                | João Schmidt          | Rio Ave            | prestito                            |
| C                | Leonardo Spinazzola   | Juventus           | fine prestito                       |
| A                | Christian Capone      | Pescara            | rinnovo prestito                    |
| A                | Andreas Cornelius     | Bordeaux           | prestito                            |
| A                | Giuseppe De Luca      |                    | svincolato                          |
| A                | Emmanuel Latte Lath   | Pistoiese          | prestito                            |
| A                | Guido Marilungo       |                    | svincolato                          |
| A                | Gaetano Monachello    | Pescara            | prestito                            |
| A                | Alberto Paloschi      | SPAL               | riscatto cartellino (4 milioni €)   |
| A                | Andrea Petagna        | SPAL               | prestito                            |
| A                | Luca Vido             | Perugia            | prestito                            |
| Altre operazioni |                       |                    |                                     |
| R.               | Nome                  | a                  | Modalità                            |
| P                | Davide Merelli        | Padova             | definitivo                          |
| P                | Alessandro Santopadre | Paganese           | prestito                            |
| P                | Alessandro Turrin     | Virtus Francavilla | prestito                            |
| P                | Matevz Vidovsek       | Reggina            | prestito                            |
| D                | Alberto Almici        | Verona             | prestito                            |
| D                | Patrick Asmah         | Senica             | prestito                            |
| D                | Andrea Boffelli       | Pro Patria         | prestito                            |
| D                | Stefano Cason         | Virtus Francavilla | definitivo                          |
| D                | Fabio Eguelfi         | Verona             | prestito                            |
| D                | Alessandro Eleuteri   | Ravenna            | prestito                            |
| D                | Riccardo Gatti        | Monopoli           | prestito                            |
| D                | Ákos Kecskés          | Lugano             | definitivo                          |
| D                | Anton Krešić          | Cremonese          | prestito                            |
| D                | Michele Messina       | Viterbese          | definitivo                          |
| D                | Lorenzo Migliorelli   | Venezia            | prestito                            |
| D                | Christian Mora        | Pro Patria         | prestito                            |
| D                | Matteo Salvi          | SPAL               | prestito                            |
| D                | Tommaso Tentoni       | Alessandria        | prestito                            |
| D                | Eyob Zambataro        | Padova             | rinnovo prestito                    |
| C                | Davide Agazzi         | Livorno            | prestito                            |
| C                | Isnik Alimi           | Rimini             | prestito                            |
| C                | Thomas Bolis          | Triestina          | prestito                            |
| C                | Antonio Palma         | Giana Erminio      | definitivo                          |
| C                | Roberto Ranieri       | Teramo             | prestito                            |
| C                | Andrea Rizzo Pinna    | Inter              | prestito                            |
| C                | Tiziano Tulissi       | Reggina            | rinnovo prestito                    |
| A                | Modou Badjie          | Rimini             | prestito                            |
| A                | Gabriel Lunetta       | Giana Erminio      | prestito                            |
| A                | Doudou Mangni         | Monopoli           | definitivo                          |
| A                | Simone Mazzocchi      | Südtirol           | prestito                            |
| A                | Giacomo Parigi        | Paganese           | prestito                            |

### Sessione invernale(dal 03/01 al 31/01)
| Acquisti         | Acquisti            | Acquisti           | Acquisti                 |
| R.               | Nome                | da                 | Modalità                 |
| ---------------- | ------------------- | ------------------ | ------------------------ |
| D                | Roger Ibañez        | Fluminense         | definitivo (4 milioni €) |
| C                | Bryan Cabezas       | Fluminense         | fine prestito            |
| C                | Marco Carraro       | Foggia             | fine prestito            |
| C                | João Schmidt        | Rio Ave            | fine prestito            |
| A                | Emmanuel Latte Lath | Pistoiese          | fine prestito            |
| Altre operazioni |                     |                    |                          |
| R.               | Nome                | da                 | Modalità                 |
| P                | Alessandro Turrin   | Virtus Francavilla | fine prestito            |
| D                | Fabio Eguelfi       | Verona             | fine prestito            |
| D                | Anton Krešić        | Cremonese          | fine prestito            |
| D                | Lorenzo Migliorelli | Venezia            | fine prestito            |
| C                | Roberto Ranieri     | Teramo             | fine prestito            |
| A                | Modou Badjie        | Rimini             | fine prestito            |
| A                | Gabriel Lunetta     | Giana Erminio      | fine prestito            |

| Cessioni         | Cessioni            | Cessioni              | Cessioni      |
| R.               | Nome                | a                     | Modalità      |
| ---------------- | ------------------- | --------------------- | ------------- |
| D                | Davide Bettella     | Pescara               | prestito      |
| C                | Bryan Cabezas       | Emelec                | prestito      |
| C                | Marco Carraro       | Perugia               | prestito      |
| C                | Emiliano Rigoni     | Zenit San Pietroburgo | fine prestito |
| C                | João Schmidt        | Nagoya Grampus        | prestito      |
| C                | Luca Valzania       | Frosinone             | prestito      |
| A                | Emmanuel Latte Lath | Carrarese             | prestito      |
| A                | Marco Tumminello    | Lecce                 | prestito      |
| Altre operazioni |                     |                       |               |
| R.               | Nome                | a                     | Modalità      |
| P                | Alessandro Turrin   | Imolese               | prestito      |
| D                | Fabio Eguelfi       | Livorno               | prestito      |
| D                | Anton Krešić        | Carpi                 | prestito      |
| D                | Lorenzo Migliorelli | Virtus Entella        | prestito      |
| C                | Roberto Ranieri     | Imolese               | definitivo    |
| A                | Gabriel Lunetta     | Südtirol              | prestito      |

## Risultati

### Serie A

#### Girone di andata
| Arbitro: | Piccinini (Forlì) |

|                                           |           |  |
| Gómez 14’, 90+2’ Hateboer 48’ Pašalić 61’ | Marcatori |  |

| Arbitro: | Fabbri (Ravenna) |

|                                     |           |                              |
| Pastore 2’ Florenzi 60’ Manōlas 82’ | Marcatori | 19’ Castagne 22’, 38’ Rigoni |

| Arbitro: | Maresca (Napoli) |

|  |           |             |
|  | Marcatori | 45’ Barella |

| Arbitro: | Mariani (Aprilia) |

|                  |           |  |
| Petagna 50’, 56’ | Marcatori |  |

| Arbitro: | Doveri (Roma) |

|                            |           |                        |
| Higuaín 2’ Bonaventura 61’ | Marcatori | 54’ Gómez 90+1’ Rigoni |

| Bergamo 26 settembre 2018, ore 20:30 CEST 6ª giornata | Atalanta       | 0 – 0 referto | Torino | Stadio Atleti Azzurri d'Italia (18.144 spett.)\| Arbitro: \| Orsato (Schio) \| |
| Arbitro:                                              | Orsato (Schio) |               |        |                                                                                |

| Arbitro: | Valeri (Roma) |

|                                   |           |  |
| Veretout 63’ (rig.) Biraghi 90+4’ | Marcatori |  |

| Arbitro: | Irrati (Pistoia) |

|  |           |             |
|  | Marcatori | 76’ Tonelli |

| Arbitro: | Rocchi (Firenze) |

|                  |           |                                             |
| Birsa 84’ (rig.) | Marcatori | 25’ de Roon 28’, 50’, 52’ Iličič 72’ Gosens |

| Arbitro: | Abisso (Palermo) |

|                                              |           |  |
| Gagliolo 55’ (aut.) Palomino 72’ Mancini 80’ | Marcatori |  |

| Arbitro: | La Penna (Roma) |

|          |           |                        |
| Mbaye 3’ | Marcatori | 57’ Mancini 70’ Zapata |

| Arbitro: | Maresca (Napoli) |

|                                                  |           |                   |
| Hateboer 9’ Mancini 62’ Djimsiti 88’ Gómez 90+4’ | Marcatori | 47’ (rig.) Icardi |

| Arbitro: | Manganiello (Pinerolo) |

|                                                   |           |                          |
| La Gumina 42’ Masiello 77’ (aut.) Silvestre 90+2’ | Marcatori | 33’ Freuler 40’ Hateboer |

| Arbitro: | Giacomelli (Trieste) |

|            |           |                          |
| Zapata 56’ | Marcatori | 2’ Fabián Ruiz 85’ Milik |

| Arbitro: | Calvarese (Teramo) |

|             |           |                     |
| Lasagna 12’ | Marcatori | 2’, 62’, 80’ Zapata |

| Arbitro: | Orsato (Schio) |

|           |           |  |
| Zapata 1’ | Marcatori |  |

| Arbitro: | Doveri (Roma) |

|                                           |           |                   |
| Tolói 45+6’ (aut.) Lazović 67’ Piątek 88’ | Marcatori | 55’ (rig.) Zapata |

| Arbitro: | Banti (Livorno) |

|                 |           |                                |
| Zapata 24’, 56’ | Marcatori | 2’ (aut.) Djimsiti 78’ Ronaldo |

| Arbitro: | Pasqua (Tivoli) |

|                 |           |                                                         |
| Duncan 51’, 58’ | Marcatori | 19’ Zapata 42’ Gómez 54’ Mancini 74’, 87’, 90+2’ Iličič |

#### Girone di ritorno
| Arbitro: | Chiffi (Padova) |

|  |           |                                       |
|  | Marcatori | 11’ Mancini 44’, 47’, 64’, 73’ Zapata |

| Arbitro: | Calvarese (Teramo) |

|                                   |           |                               |
| Castagne 44’ Tolói 59’ Zapata 71’ | Marcatori | 3’, 33’ Džeko 40’ El Shaarawy |

| Arbitro: | Valeri (Roma) |

|  |           |              |
|  | Marcatori | 50’ Hateboer |

| Arbitro: | Massa (Imperia) |

|                       |           |            |
| Iličič 57’ Zapata 79’ | Marcatori | 8’ Petagna |

| Arbitro: | Pasqua (Tivoli) |

|             |           |                                  |
| Freuler 33’ | Marcatori | 45+1’, 61’ Piątek 55’ Çalhanoğlu |

| Arbitro: | Orsato (Schio) |

|                          |           |  |
| Izzo 42’ Iago Falque 46’ | Marcatori |  |

| Arbitro: | Guida (Torre Annunziata) |

|                                 |           |           |
| Iličič 28’ Gómez 34’ Gosens 59’ | Marcatori | 3’ Muriel |

| Arbitro: | Fabbri (Ravenna) |

|                         |           |                       |
| Quagliarella 67’ (rig.) | Marcatori | 50’ Zapata 77’ Gosens |

| Arbitro: | Irrati (Pistoia) |

|            |           |                |
| Iličič 55’ | Marcatori | 32’ Meggiorini |

| Arbitro: | Chiffi (Padova) |

|             |           |                               |
| Gervinho 8’ | Marcatori | 24’ Pašalić 75’, 90+4’ Zapata |

| Arbitro: | Rocchi (Firenze) |

|                                      |           |              |
| Iličič 3’, 5’ Hateboer 9’ Zapata 15’ | Marcatori | 54’ Orsolini |

| Milano 7 aprile 2019, ore 18:00 CEST 31ª giornata | Inter            | 0 – 0 referto | Atalanta | Stadio Giuseppe Meazza (60.860 spett.)\| Arbitro: \| Irrati (Pistoia) \| |
| Arbitro:                                          | Irrati (Pistoia) |               |          |                                                                          |

| Bergamo 15 aprile 2019, ore 20:30 CEST 32ª giornata | Atalanta               | 0 – 0 referto | Empoli | Stadio Atleti Azzurri d'Italia (19.229 spett.)\| Arbitro: \| Manganiello (Pinerolo) \| |
| Arbitro:                                            | Manganiello (Pinerolo) |               |        |                                                                                        |

| Arbitro: | Orsato (Schio) |

|             |           |                        |
| Mertens 28’ | Marcatori | 69’ Zapata 80’ Pašalić |

| Arbitro: | Giacomelli (Trieste) |

|                                |           |  |
| de Roon 82’ (rig.) Pašalić 85’ | Marcatori |  |

| Arbitro: | Calvarese (Teramo) |

|           |           |                                            |
| Parolo 3’ | Marcatori | 22’ Zapata 58’ Castagne 76’ (aut.) Wallace |

| Arbitro: | Irrati (Pistoia) |

|                         |           |            |
| Barrow 46’ Castagne 53’ | Marcatori | 89’ Pandev |

| Arbitro: | Rocchi (Firenze) |

|               |           |            |
| Mandžukić 80’ | Marcatori | 33’ Iličič |

| Arbitro: | Doveri (Roma) |

|                                  |           |             |
| Zapata 35’ Gómez 53’ Pašalić 65’ | Marcatori | 19’ Berardi |

### Coppa Italia

#### Fase a eliminazione diretta
| Arbitro: | Piccinini (Forlì) |

|  |           |                          |
|  | Marcatori | 88’ Zapata 90+3’ Pašalić |

| Arbitro: | Pasqua (Tivoli) |

|                              |           |  |
| Castagne 37’ Zapata 39’, 86’ | Marcatori |  |

| Arbitro: | Giacomelli (Trieste) |

|                                   |           |                                   |
| Chiesa 33’ Benassi 36’ Muriel 79’ | Marcatori | 16’ Gómez 18’ Pašalić 58’ de Roon |

| Arbitro: | Calvarese (Teramo) |

|                             |           |           |
| Iličić 14’ (rig.) Gómez 69’ | Marcatori | 3’ Muriel |

| Arbitro: | Banti (Livorno) |

|  |           |                                 |
|  | Marcatori | 82’ Milinković-Savić 90’ Correa |

### Europa League

#### Turni preliminari
| Arbitro: | Bognár |

|                         |           |                       |
| Tolói 11’ Mancini 45+3’ | Marcatori | 67’ Handžić 72’ Šišić |

| Arbitro: | Attwell |

|  |           |                                                                                   |
|  | Marcatori | 4’ Palomino 15’, 28’ Gómez 18’ Masiello 39’ (aut.) Ahmetović 51’, 70’, 87’ Barrow |

| Arbitro: | Lechner |

|            |           |                                                |
| Buzaglo 7’ | Marcatori | 18’ Hateboer 20’ Zapata 65’ Pašalić 86’ Barrow |

| Arbitro: | Schneider |

|                            |           |  |
| Zapata 71’ Cornelius 90+2’ | Marcatori |  |

| Reggio nell'Emilia 23 agosto 2018, ore 20:00 CEST Play-off - Andata | Atalanta | 0 – 0 referto | Copenaghen | Mapei Stadium (7.680 spett.)\| Arbitro: \| Královec \| |
| Arbitro:                                                            | Královec |               |            |                                                        |

| Arbitro: | Sidīropoulos |

|                                   |                      |                                        |
| Sōtīriou Greguš Skov N'Doye Vavro | Tiri di rigore 4 – 3 | de Roon Adnan Gómez Masiello Cornelius |

## Statistiche
Statistiche aggiornate al 26 maggio 2019.

### Statistiche di squadra
| Competizione  | Punti | In casa | In casa | In casa | In casa | In casa | In casa | In trasferta | In trasferta | In trasferta | In trasferta | In trasferta | In trasferta | Totale | Totale | Totale | Totale | Totale | Totale | DR |
| Competizione  | Punti | G       | V       | N       | P       | Gf      | Gs      | G            | V            | N            | P            | Gf           | Gs           | G      | V      | N      | P      | Gf     | Gs     | DR |
| ------------- | ----- | ------- | ------- | ------- | ------- | ------- | ------- | ------------ | ------------ | ------------ | ------------ | ------------ | ------------ | ------ | ------ | ------ | ------ | ------ | ------ | -- |
| Serie A       | 69    | 19      | 10      | 5       | 4       | 36      | 19      | 19           | 10           | 4            | 5            | 41           | 27           | 38     | 20     | 9      | 9      | 77     | 46     | 31 |
| Coppa Italia  | -     | 2       | 2       | 0       | 0       | 5       | 1       | 2            | 1            | 1            | 0            | 5            | 3            | 5      | 3      | 1      | 1      | 10     | 6      | 4  |
| Europa League | -     | 3       | 1       | 2       | 0       | 4       | 2       | 3            | 2            | 1            | 0            | 12           | 1            | 6      | 3      | 3      | 0      | 16     | 3      | 13 |
| Totale        | 69    | 23      | 12      | 7       | 4       | 42      | 21      | 24           | 13           | 6            | 5            | 58           | 31           | 49     | 26     | 13     | 10     | 103    | 55     | 48 |

### Andamento in campionato
| Giornata  | 1 | 2 | 3 | 4  | 5  | 6  | 7  | 8  | 9  | 10 | 11 | 12 | 13 | 14 | 15 | 16 | 17 | 18 | 19 | 20 | 21 | 22 | 23 | 24 | 25 | 26 | 27 | 28 | 29 | 30 | 31 | 32 | 33 | 34 | 35 | 36 | 37 | 38 |
| --------- | - | - | - | -- | -- | -- | -- | -- | -- | -- | -- | -- | -- | -- | -- | -- | -- | -- | -- | -- | -- | -- | -- | -- | -- | -- | -- | -- | -- | -- | -- | -- | -- | -- | -- | -- | -- | -- |
| Luogo     | C | T | C | T  | T  | C  | T  | C  | T  | C  | T  | C  | T  | C  | T  | C  | T  | C  | T  | T  | C  | T  | C  | C  | T  | C  | T  | C  | T  | C  | T  | C  | T  | C  | T  | C  | T  | C  |
| Risultato | V | N | P | P  | N  | N  | P  | P  | V  | V  | V  | V  | P  | P  | V  | V  | P  | N  | V  | V  | N  | V  | V  | P  | P  | V  | V  | N  | V  | V  | N  | N  | V  | V  | V  | V  | N  | V  |
| Posizione | 1 | 4 | 6 | 13 | 13 | 13 | 16 | 17 | 15 | 14 | 10 | 8  | 9  | 12 | 7  | 6  | 9  | 9  | 8  | 7  | 7  | 5  | 5  | 6  | 8  | 8  | 7  | 7  | 6  | 5  | 5  | 6  | 5  | 4  | 4  | 4  | 3  | 3  |

Fonte:  Serie A - Classifica, su transfermarkt.it, Transfermarkt.
Legenda:

Luogo: C = Casa; T = Trasferta. Risultato: V = Vittoria; N = Pareggio; P = Sconfitta.

### Statistiche dei giocatori
| Giocatore       | Serie A  | Serie A | Serie A     | Serie A    | Coppa Italia | Coppa Italia | Coppa Italia | Coppa Italia | Europa League | Europa League | Europa League | Europa League | Totale   | Totale | Totale      | Totale     |
| Giocatore       | Presenze | Reti    | Ammonizioni | Espulsioni | Presenze     | Reti         | Ammonizioni  | Espulsioni   | Presenze      | Reti          | Ammonizioni   | Espulsioni    | Presenze | Reti   | Ammonizioni | Espulsioni |
| --------------- | -------- | ------- | ----------- | ---------- | ------------ | ------------ | ------------ | ------------ | ------------- | ------------- | ------------- | ------------- | -------- | ------ | ----------- | ---------- |
| A. Adnan        | 3        | 0       | 0           | 0          | -            | -            | -            | -            | 1             | 0             | 0             | 0             | 4        | 0      | 0           | 0          |
| M. Barrow       | 22       | 1       | 0           | 0          | 2            | 0            | 0            | 0            | 6             | 4             | 0             | 0             | 30       | 5      | 0           | 0          |
| E. Berisha      | 18       | -25     | 1           | 0          | 2            | -3           | 0            | 0            | 2             | -2            | 0             | 0             | 22       | -30    | 1           | 0          |
| D. Bettella     | 0        | 0       | 0           | 0          | -            | -            | -            | -            | -             | -             | -             | -             | 0        | 0      | 0           | 0          |
| T. Castagne     | 28       | 4       | 3           | 0          | 5            | 1            | 0            | 0            | 4             | 0             | 0             | 0             | 37       | 5      | 3           | 0          |
| A. Cornelius    | 0        | 0       | 0           | 0          | -            | -            | -            | -            | 4             | 1             | 0             | 0             | 4        | 1      | 0           | 0          |
| M. D'Alessandro | -        | -       | -           | -          | -            | -            | -            | -            | 1             | 0             | 0             | 0             | 1        | 0      | 0           | 0          |
| M. de Roon      | 35       | 2       | 8           | 0          | 4            | 1            | 0            | 0            | 5             | 0             | 1             | 0             | 44       | 3      | 9           | 0          |
| B. Djimsiti     | 24       | 1       | 3           | 0          | 4            | 0            | 2            | 0            | 1             | 0             | 0             | 0             | 29       | 1      | 5           | 0          |
| R. Freuler      | 35       | 2       | 4           | 0          | 4            | 0            | 2            | 0            | 5             | 0             | 0             | 0             | 44       | 2      | 6           | 0          |
| P. Gollini      | 20       | -21     | 1           | 0          | 3            | -3           | 0            | 0            | 4             | -1            | 0             | 0             | 27       | -25    | 1           | 0          |
| A. Gómez        | 35       | 7       | 5           | 0          | 5            | 2            | 0            | 0            | 6             | 2             | 0             | 0             | 46       | 11     | 5           | 0          |
| R. Gosens       | 28       | 3       | 2           | 0          | 3            | 0            | 1            | 0            | 5             | 0             | 2             | 0             | 36       | 3      | 5           | 0          |
| H. Hateboer     | 35       | 5       | 6           | 0          | 4            | 0            | 2            | 0            | 4             | 1             | 0             | 0             | 43       | 6      | 8           | 0          |
| R. Ibañez       | 1        | 0       | 0           | 0          | -            | -            | -            | -            | -             | -             | -             | -             | 1        | 0      | 0           | 0          |
| J. Iličič       | 31       | 12      | 5           | 1          | 5            | 1            | 0            | 0            | -             | -             | -             | -             | 36       | 13     | 5           | 1          |
| D. Kulusevski   | 3        | 0       | 0           | 0          | -            | -            | -            | -            | -             | -             | -             | -             | 3        | 0      | 0           | 0          |
| G. Mancini      | 30       | 5       | 5           | 0          | 2            | 0            | 1            | 0            | 3             | 1             | 0             | 0             | 35       | 6      | 6           | 0          |
| A. Masiello     | 24       | 0       | 5           | 0          | 3            | 0            | 0            | 0            | 6             | 1             | 0             | 0             | 33       | 1      | 5           | 0          |
| J. Palomino     | 30       | 1       | 7           | 1          | 5            | 0            | 0            | 0            | 4             | 1             | 2             | 0             | 39       | 2      | 9           | 1          |
| M. Pašalić      | 33       | 5       | 1           | 0          | 5            | 2            | 0            | 0            | 4             | 1             | 0             | 0             | 42       | 8      | 1           | 0          |
| M. Pessina      | 12       | 0       | 0           | 0          | 2            | 0            | 0            | 0            | 5             | 0             | 1             | 0             | 19       | 0      | 1           | 0          |
| R. Piccoli      | 2        | 0       | 0           | 0          | -            | -            | -            | -            | -             | -             | -             | -             | 2        | 0      | 0           | 0          |
| A. Reca         | 3        | 0       | 0           | 0          | 1            | 0            | 0            | 0            | 1             | 0             | 0             | 0             | 5        | 0      | 0           | 0          |
| E. Rigoni       | 12       | 3       | 1           | 0          | -            | -            | -            | -            | -             | -             | -             | -             | 12       | 3      | 1           | 0          |
| F. Rossi        | 1        | -0      | 0           | 0          | 0            | -0           | 0            | 0            | -             | -             | -             | -             | 1        | -0     | 0           | 0          |
| R. Tolói        | 21       | 1       | 1           | 1          | 3            | 0            | 2            | 0            | 5             | 1             | 1             | 0             | 29       | 2      | 4           | 1          |
| M. Tumminello   | 2        | 0       | 1           | 0          | 0            | 0            | 0            | 0            | 1             | 0             | 0             | 0             | 3        | 0      | 1           | 0          |
| L. Valzania     | 2        | 0       | 0           | 0          | -            | -            | -            | -            | 2             | 0             | 0             | 0             | 4        | 0      | 0           | 0          |
| M. Varnier      | -        | -       | -           | -          | -            | -            | -            | -            | -             | -             | -             | -             | -        | -      | -           | -          |
| D. Zapata       | 37       | 23      | 5           | 0          | 5            | 3            | 0            | 0            | 6             | 2             | 0             | 0             | 48       | 28     | 5           | 0          |